# 名光坂
名光坂（めいこうざか）は東京都港区高輪一丁目と白金二丁目の境界に存在する坂。
坂にしては緩やかで、坂を示す杭もなく、坂だとはわかりにくい。坂を上る方向に直進すると天神坂下に出る。坂上方向に右折して進むと日吉坂下となる。坂を下ると、魚籃坂下に出て、白金高輪駅がある。
かつてこの坂は車線が狭く、元々は日吉坂方面から通りの向かい側まで、下りの傾斜がついたなだらかな斜面となっていた。後年、この坂の車線を拡張するため、斜面部分をかさ上げして整地し、現在の幅となった。坂下方向から天神坂下方面までの間、坂の左側が切り立った地形になっているのはこのためである。

## 歴史
かつては、ホタルの名所だったため、名光とよばれたから。名光を「ナコウ」と読ませ、那光坂とも書いた。